# Sphindus dubius
Sphindus dubius es una especie de coleóptero de la familia Sphindidae.

## Distribución geográfica
Habita en Europa,  Argelia y las islas Canarias.